# Joe Caleta
Joe Caleta (* 30. Mai 1966) ist ein ehemaliger australischer Fußballspieler.

## Laufbahn
Caleta spielte während seiner Fußballerlaufbahn von 1988 bis 2005 hauptsächlich für Melbourne Knights, Sydney United sowie Sydney Olympic. Insgesamt absolvierte er 165 Partien in der National Soccer League und schoss dabei 32 Tore. Im Jahr 2000 wechselte er nach Malaysia zu Perak FA, wo er zwei Jahre lang spielte. Anschließend ging er zu Hurstville ZSC. Dort beendete er 2006 seine Karriere. Caleta spielte im Angriff.